# Wolfsbrunnen (Heidelberg)

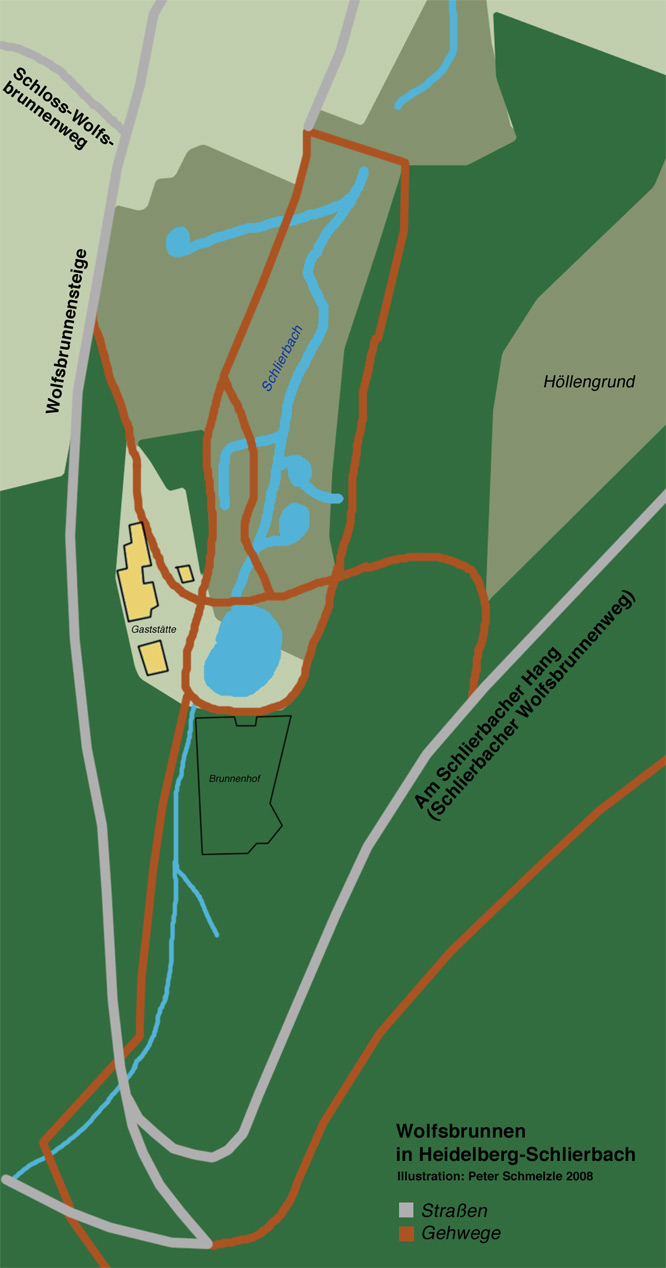
Die Wolfsbrunnenanlage in Heidelberg-Schlierbach

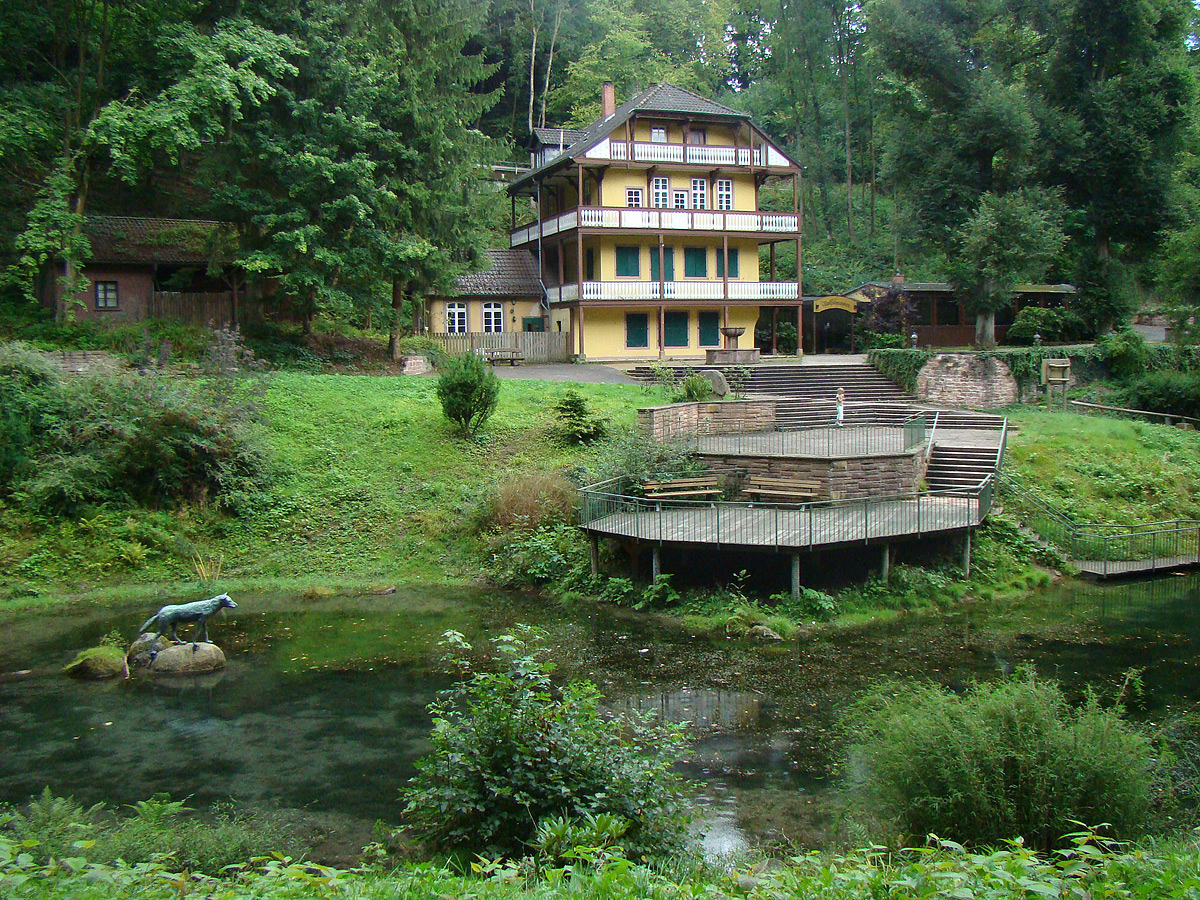
Blick zur Wolfsbrunnengaststätte

Der Wolfsbrunnen ist eine historische Brunnenanlage in Heidelberg-Schlierbach. Sie steht unter Denkmalschutz.
In einem quellenreichen, von unterhalb des Felsenmeeres am Königstuhl steil nach Norden zum Neckar und dem damaligen Fischerdorf Schlierbach abfallenden Tal ließ um das Jahr 1550 Kurfürst Friedrich II. ein Lusthaus mit Brunnen und Wasserspielen errichten. Auch drei Fischteiche befanden sich einst dort, die heute noch teilweise zu erkennen sind. Das etwa zwei Kilometer östlich des Heidelberger Schlosses gelegene Tal des Schlierbachs war von diesem her über einen alten Höhenweg, den heutigen Schloss-Wolfsbrunnenweg, zu erreichen. Der Name des Brunnens stammt vermutlich vom kurfürstlichen Wolfskreiser, der Wölfe vertrieb und fing.
Mehrere Quellen rund um den Wolfsbrunnen – z. B. die „Felsenmeerquelle“ – dienen noch heute der Trinkwassergewinnung. Der See unterhalb der Gaststätte geht auf den oberen der einstigen Fischteiche zurück.

## Gebäude am Wolfsbrunnen
Eine Schautafel am Eingang der Anlage informiert wie folgt über die Gebäude am Wolfsbrunnen:
1465 Das Haus des Wolfskreisers (Wolfsjägers) der Pfalzgrafen bei Rhein zu Heidelberg wird im Schlierbachtal bereits 1465 urkundlich genannt.
1550 In diesem Jahr wird die Quelle in ein Brunnenhaus gefasst und man errichtet im Auftrag des Kurfürsten Friedrich II. ein Lust- und Jagdhaus. Wegen seiner Nähe zum Heidelberger Schloss wird dieses Haus von den nachfolgenden Kurfürsten und ihren Gästen häufig genutzt: Auf gleicher Höhe wie das Schloss gelegen, war dieser idyllische Ort über den Schloss-Wolfsbrunnenweg gut und rasch erreichbar. Er lag jedoch abseits der Verkehrswege und erlaubte den Fürsten ungestörte Ruhe und diskrete Erholung.
1822 wird das Haus zu einem dreistöckigen Gebäude umgebaut und nun als Gasthaus genutzt. Sein heutiger Zustand geht weitgehend auf diesen Umbau im Stil eines „Schweizerhauses“ zurück. In den folgenden Jahrzehnten werden vor allem die Nebengebäude und die direkte Umgebung vielfach umgebaut und verändert.
Seit 1870 ist das Gasthaus im Besitz der Stadt Heidelberg.
Nachdem das Gasthaus am Wolfsbrunnen Anfang 2008 geschlossen worden war, wurde mehrere Jahre um ein neues Nutzungskonzept gerungen. Begleitet von großem bürgerschaftlichem Engagement der Mitglieder des Freundeskreises Wolfsbrunnen e.V. konnte dieses Konzept Mitte 2010 festgeschrieben werden. Das neue Nutzungskonzept sieht neben einer Gaststätte insbesondere auch Raum für Kunst und Kultur vor.
Auf der Grundlage des neuen Nutzungskonzepts wurde im Jahr 2011 mit Bauarbeiten begonnen. Bis 2015 wurde das Hauptgebäude durch zwei Anbauten an der Nord- und der Südseite ergänzt; im nördlichen Anbau findet ein zusätzlicher großer Gast- und Veranstaltungsraum Platz.
Am 1. Mai 2015 wurde das Gasthaus, erweitert um diesen Anbau, nach siebenjähriger Schließung neu eröffnet.

## Literarische Bedeutung
Der Wolfsbrunnen wurde bereits von den Humanisten besungen. Martin Opitz schrieb ein Sonett über das Schicksal der Seherin Jetta, das sich am Wolfsbrunnen erfüllt haben soll; August Lafontaine ließ dort eine wichtige Szene in seinem Werk Clara du Plessis und Clairant spielen, woraufhin sich die Besucherzahlen des Wolfsbrunnens stark erhöhten. Unter anderem besuchten Heinrich von Kleist und Joseph von Eichendorff den Schauplatz der Romanszene. Die eigentlich barocke, aber zeitweise nicht mehr gärtnerisch gepflegte Anlage zog in ihrem verwilderten Zustand insbesondere Vertreter der Romantik an. Eichendorff sprach dem Wolfsbrunnen 1807 noch eine „magische dunkle Stille“ zu. Im frühen 20. Jahrhundert änderte sich dies zumindest zeitweise: Damals hatte Wilhelm Fraenger eine Konzession für Kulturveranstaltungen im Wolfsbrunnen von der Stadt Heidelberg erworben und nutzte die Gaststätte regelmäßig mit seinem Heidelberger Kreis. Unter anderem fand 1920 im Wirtshausgarten des Wolfsbrunnens ein Bellman-Abend statt. Die literarische Tradition der Stätte wurde 1980 noch einmal wiederbelebt, als sich dort Octavio Paz und Hilde Domin mit dem Verleger Siegfried Unseld trafen.

## Sage von der heidnischen Seherin Jetta
Einer Sage nach soll die heidnische Seherin Jetta an der Quelle von Wölfen zerrissen worden sein. Martin Opitz dichtete in barocker Manier:

Vom Wolffesbrunnen bey Heydelberg

Du edler Brunnen du, mit Ruh und Lust umgeben 

Mit Bergen hier und da alß einer Burg umbringt 

Printz aller schönen Quell, auß welchen Wasser dringt

Anmutiger dann Milch, und köstlicher dann Reben,

Da unsres Landes Kron' und Haupt in seinem Leben,

Der werthen Nymph' offt selbst die lange Zeit verbringt, 

Da dass Geflügel ihr zu Ehren lieblich singt,

Da nur Ergetzligkeit und keusche Wollust schweben, 

Vergeblich bist du nicht in dieses grüne Thal

Beschlossen von Gebirg' und Klippen überall:

Die künstliche Natur hat darumb dich umbfangen 

Mit Felsen und Gepüsch', auff dass mann wissen soll 

Dass alle Fröligkeit sey Müh' und Arbeit voll,

Und dass auch nichts so schön, es sey schwer zu erlangen.

## Bildliche Darstellungen

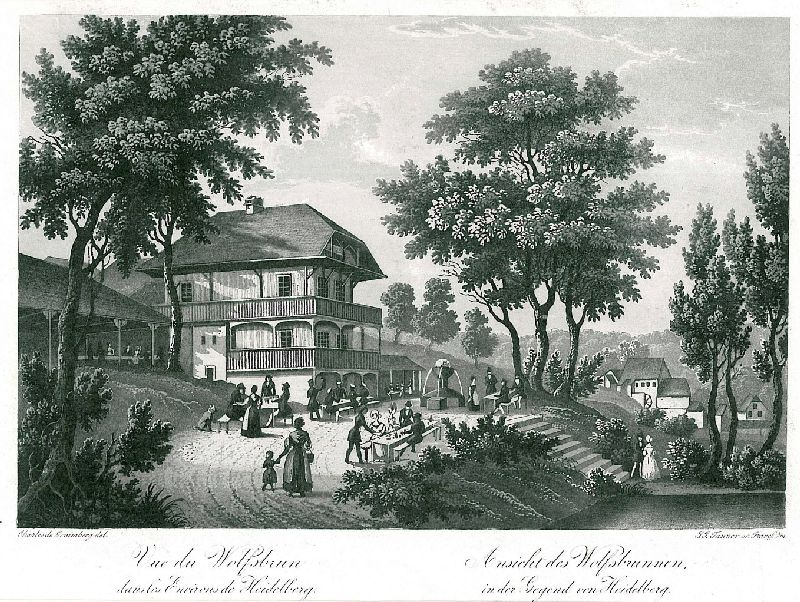
Der Wolfsbrunnen um 1830, Aquatinta nach Graimberg

Aus der Biedermeierzeit stammt eine Darstellung des damals neu gestalteten Wolfsbrunnens im Schweizerhausstil von Charles de Graimberg, die als Aquatinta Verbreitung fand. Ein Gemälde des Kunstmalers Heinrich Hoffmann mit dem Titel Der Wolfsbrunnen ging in den Besitz der Stadthalle Heidelberg über.